# Hervormde kerk (Scherpenisse)

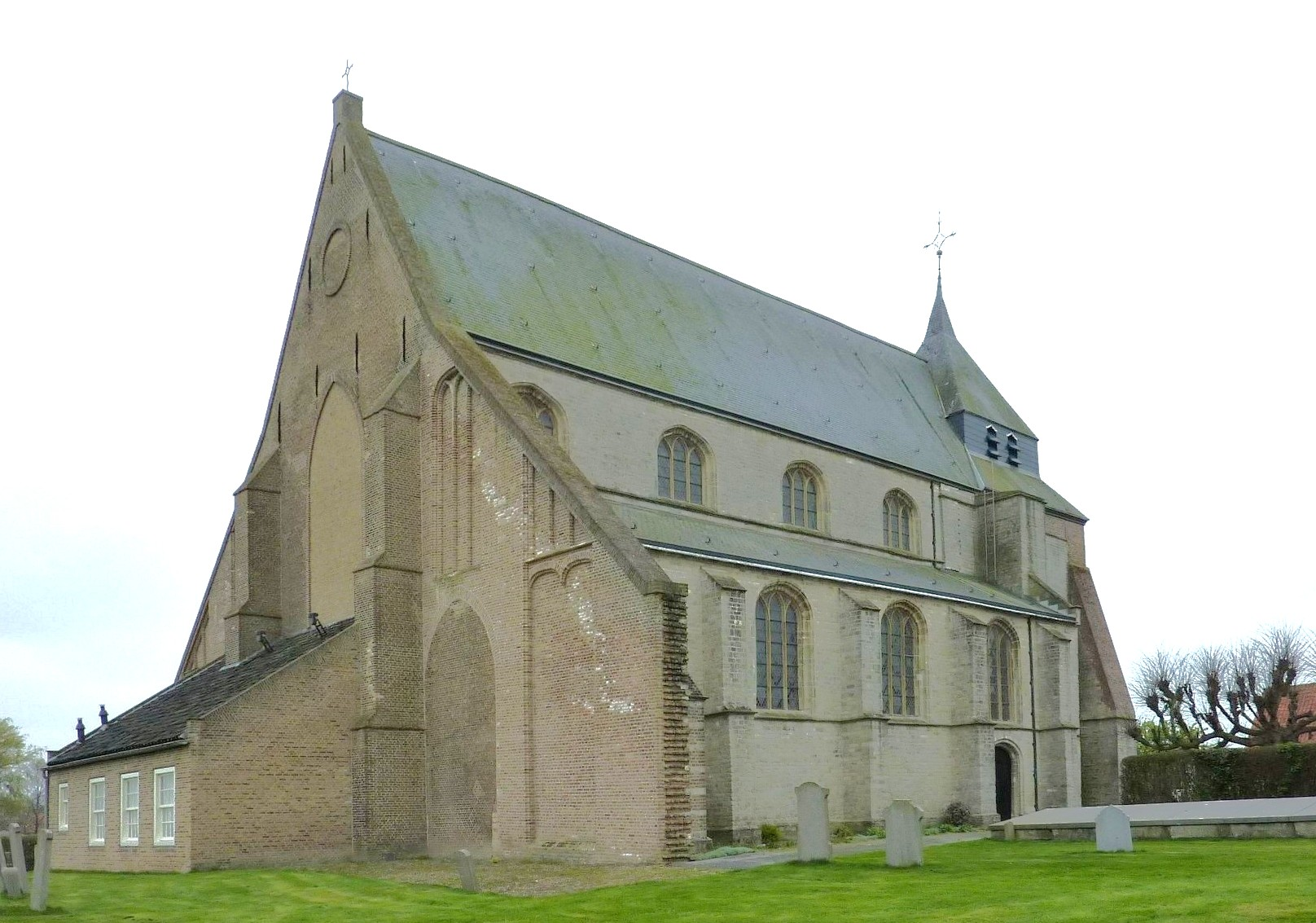
Zijaanzicht

De Hervormde dorpskerk van Scherpenisse, (gemeente Tholen) in de provincie Zeeland (Nederland), staat aan de zijkant van het dorp aan een rustige weg. Een bijzondere positie voor een middeleeuws kerkgebouw die het gevolg is van een grote brand in 1538, waarna het dorp meer richting haven herbouwd is. De kerk bleef een beetje eenzaam naast het dorp achter. De ruimte rond het gebouw heeft het mogelijk gemaakt dat het een van de weinige Nederlandse kerken is met een nog in gebruik zijnd kerkhof met hedendaagse graven direct naast en achter het gebouw gelegen.

## Bouwgeschiedenis
De kerk, oorspronkelijk gewijd aan Maria, heeft een driebeukig basilicaal schip met een onvoltooide toren die nagenoeg even hoog is als het schip. De bouw van de toren is gestopt na de eerste geleding en is afgewerkt met een houten opbouw ten behoeve van de klokkenzolder en een spits. Het is een bakstenen kerk bekleed met witte natuursteen, een teken van niet onaanzienlijke rijkdom van het dorp gedurende de bouwperiode. Het is een zestiende-eeuwse kerk met oudere delen.
De kerk is rond 1567 overgegaan tot de reformatie.
In dat jaar viel pastoor Jan Versteech van de Rooms-Katholieke Kerk af en verkondigde de leer van de Reformatie. In 1568 werd hij met vele anderen door een banvonnis getroffen. Hij was toen al vertrokken uit Scherpenisse.
De kerk is in verschillende fasen tot stand gekomen. Een kleiner schip en de toren zijn waarschijnlijk het eerst gebouwd, waarbij de toren mogelijk los stond. Rond 1462 werd het koor en transept gebouwd. Dat blijkt uit het feit dat er op 27 oktober 1462 voor dat doel een stuk grond werd gekocht. Uit de bouw valt op te maken dat tussen 1530 en 1540 het schip is gewijzigd, verhoogt en verbreed door het van zijbeuken te voorzien en aan te sluiten aan de toren. Aan de buitenmuren zijn een aantal bouwsporen te zien waar de muren van schip en toren aansluiten, doch niet volledig naadloos. Inwendig worden middenschip en zijbeuken gescheiden door tudorbogen op natuurstenen kolommen met lage koolbladkapitelen. Het middenschip en zijbeuken hebben vlakke plafonds. In de zijbeuken getuigen korte muurkolonnetten met bladkapiteeltjes en gewelfaanzetten van een plan daar gewelven aan te brengen. Bij de restauratie van 1971-1974 bleek er boven het vlakke plafond van het middenschip een restant van een tongewelf aanwezig te zijn.
Op het kruis van de kerk en transept stond een vieringtorentje. Met baksteen werd de toren aan de nieuwe hoogte van het schip aangepast.
Het transept en koor werden in 1753 afgebroken, alleen de afgeschuinde bakstenen muur met natuurstenen banden en dichtgezette doorgangen aan de oostkant bleef over.
Bij de restauratie van 1971-1974 heeft men de ingang verplaatst van de noordzijde naar de voorzijde van de toren en is tegen de oostmuur van het schip een nieuwe consistoriekamer opgetrokken.

## Interieur
In de kerk zijn tijdens de restauratie in 1973 zestiende-eeuwse muurschilderingen gevonden, maar die zijn weer onder de witkalk verdwenen. Ook na de laatste renovatie van het interieur - die in 2009 gereed kwam - is er vanwege de kosten voor gekozen de muurschilderingen (wijdingskruizen en teksten) niet in het zicht terug te brengen. In het schip liggen diverse oude zerken verspreid, sommige gedeeltelijk onder de 18e-eeuwse banken. De oudste zerk dateert uit 1441. Er zijn duidelijk voor-reformatorische symbolen te zien of te lezen, onder andere een gebeeldhouwde rozenkrans en "bidt voor de ziele" op diverse zerken. Een 3 tal altaarstenen zijn na de reformatie hergebruikt, een is in 1668 bestemd tot grafzerk, ligt tussen de kansel en de noorder zijbeuk. De altaarkruisjes zijn er nog op te zien naast de ingebeitelde tekst. Twee andere altaarstenen liggen voor de noord- en zuidingang, ook op deze zijn de kruisjes nog herkenbaar. De koperen platen die op een aantal zerken bevestigd hebben gezeten hebben zijn vermoedelijk verwijderd ten tijde van de reformatie.

### Preekstoel
De door Nicilaas Jossen in 1616 gemaakte eiken preekstoel staat op een gotisch basement van een mogelijk, voormalig doopvont uit de tijd van voor de reformatie, maar een exacte herkomst is niet te achterhalen. Een tweede bijna identiek, maar meer verweerd basement is opgeslagen in het torentje naast het schip, hetwelk voor de sloop van het transept toegang gaf aan de zolder. Aan de preekstoel zijn een koperen kandelaar,(niet originele) lessenaar, koperen zandloperhouder en een eveneens koperen doopbekkenhouder bevestigd. Het doopbekken zelf is van gedreven zilver. Tijdens de kerkdiensten ligt er een Keur kanselbijbel uit 1702 op de lezenaar. Volgens de aantekeningen op het schutblad is deze in 1912 aangeschaft.
De kerk bezit een vrij uniek stel vroeg-17e-eeuwse bewerkte en gegraveerde avondmaalsbekers. Deze worden echter niet gebruikt.

### Kroonluchter
Aan de zoldering in het schip hangen twee geelkoperen kroonluchters waarvan een exemplaar in 1787 geschonken werd door een familielid van de bekende Amerikaanse president Franklin D. Roosevelt: de heer Johannes Rosevelt, schoolmeester en koster te Scherpenisse. Hij woonde naast de kerk aan de Beestenmarkt (de huidige Lage Markt). In 1984 stuurde de familie Roosevelt vanuit de Verenigde Staten de officiële eigendomsbewijzen naar de kerkvoogdij, omdat zij er zelf geen belangstelling meer voor hadden. In de Hervormde Johannes de Doperkerk te Oud Vossemeer hangt een soortgelijke kroonluchter.

### Tiengebodenbord
Bezienswaardig is ook het tiengebodenbord uit 1581, dat tussen twee kolommen van de zuidelijke zijbeuk hangt. Dit bord hing tot de restauratie van 1971 aan de westgevel. Nadat het van de muur was gehaald, bleek het aan de achterzijde te zijn beschreven met tien teksten die op de tien geboden betrekking hebben.

### Herenbanken
De zes overhuifde herenbanken opgesteld in de zijbeuken dateren uit de 17e en 18e eeuw. Op het eerste gezicht lijken deze banken uit 3 paren te bestaan, van ieder een exemplaar in de noord en zuidbeuk, doch nader bekeken laten een viertal toch verschillen zien.

### Orgel
Het huidige orgel is niet het eerste orgel in deze kerk. In oude archiefstukken die dateren van 1563 en 1600 wordt er van een organist gesproken, helaas is van dat instrument geen informatie bewaard gebleven. Verder is er na de reformatie niets meer vernomen van een orgel. Boven de (toren)ingang staat het huidige orgel uit 1907. Het is een mechanisch orgel met 1044 pijpen, geplaatst door Fa. Mart. Vermeulen uit Woerden. Hiervoor werd een prijs van f. 2500,- betaald. Het instrument is gedeeltelijk nieuw gemaakt en aangevuld met bestaand 18e- en 19e-eeuws materiaal van diverse oorsprong. Het orgel werd op 28 april 1907 in gebruik genomen.
De velden in het front zijn loos, de torens bestaan uit de grootste pijpen van de prestant 8, windvoorziening via conducten.
In 1952 is het orgel gerenoveerd en werden twee registers van het bovenwerk gewijzigd: Open fluit 4' en Vox Celesta 8' worden vervangen door Prestant 4' en Nasard 2 2/3'. De eerste werd van nieuw pijpwerk gemaakt, de tweede van oud pijpwerk. Dit geschiedde door Fa. Koppejan. Ook werd de blaasbalg aangesloten op een elektrische windmachine. De voetbediening aan de achterzijde van de kas en de daaraan bevestigde schepbalgen liet men echter intact. Bij de kerkrestauratie in 1971/74 werd de trompet gesplitst in bas en diskant. Deze restauratie werd uitgevoerd door K.B. Blank & Zn. te Herwijnen. Omstreeks 1984 is de inliggende mechanische tremulant vervangen door een pneumatische.
Het orgel is in 2016 gerestaureerd door J.L. van den Heuvel Orgelbouw B.V. uit Dordrecht.
Het orgel bestaat uit een hoofdwerk en een bovenwerk en heeft een aangehangen pedaal. Het hoofdwerk heeft tien, het bovenwerk heeft zes registers. Op het orgel staan twee witte engelen met bazuinen en in het midden David met de harp. De windlade voor het bovenwerk komt uit Middelburg.
Dispositie:
Hoofdwerk (op volgorde van de lade) cornet IVd, prestant 8', bourdon 16', holpijp 8', octaaf 4', fluit 4', quint 3', octaaf 2', mixtuur II/VI, trompet 8'b/d
Bovenwerk (op volgorde van de lade) holpijp 8', viool 8', fluit 4', nasard 2 2/3', prestant 4', piccolo 2
Pedaal aangehangen

### Luidklok
In de nooit voltooide kerktoren hangt de luidklok genaamd Benedicta uit 1484, gegoten door Coenraet Waghevens. Het opschrift luidt: 'BENEDICTA IS MINEN NAEM - MIN GELUYT SYE GOEDE BEQUAM - ALSOE VERE ALS MEN MYE HOOREN SAL - WILT GOD BEVVAREN BOVEN ALL'. De klok van 1038 kg hangt in een ijzeren klokkestoel aan een krukas. Oorspronkelijk hebben er drie klokken plaats gehad op de luidzolder, die tevens toegang biedt tot de zolder van het kerkschip.
Op de luidzolder staat ook het buiten gebruik gestelde 17e-eeuwse uurwerk.